# فيليب بلاي
فيليب بلاي (بالفرنسية: Philippe Blay)‏ هو عالم موسيقى فرنسي، ولد في أبريل 1960.